# 湯米·戴維斯
赫曼·湯瑪斯·戴維斯二世（英語：Herman Thomas Davis Jr.，1939年3月21日—2022年4月3日），為前美國職棒大聯盟的外野手與三壘手，生涯曾效力於道奇、大都會、白襪、飛行員(今釀酒人)、太空人、運動家、小熊、金鶯、天使與皇家等隊。戴維斯曾兩屆奪得國聯打擊王，並在1963年拿下世界大賽冠軍。
1962年，他以153分打點刷新道奇隊史紀錄。單季敲出230支安打在道奇隊史右打者排行歷史第二，僅次於1930年貝比·赫曼的單季241安。該年他單季3成46的打擊率也曾是隊史紀錄。

## 職業生涯

### 洛杉磯道奇

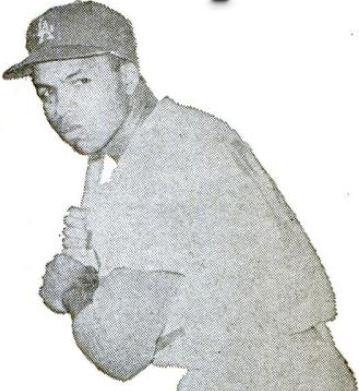
1963年的戴維斯

戴維斯在1959年以代打身分登上大聯盟，該年他只有一個打席，最終以三振收場。接下來兩年，他分別繳出2成76和2成78的打擊率。1962年，他以3成46的打擊率拿下國聯打擊王，也讓打擊率3成42的法蘭克·羅賓森無緣拿下打擊三冠王。另外，戴維斯在那年敲出230支安打、27轟和153分打點，後者更是隊史紀錄。最終他在MVP票選上拿下第三，僅次於毛利·威爾斯和威利·梅斯。
其中，戴維斯面對紅雀王牌鮑勃·吉布森很有心得。吉布森兩度和山迪·柯法斯上演投手戰，兩場比賽最終道奇都以1比0獲勝，兩次都是戴維斯從吉布森手中開轟。
1963年，戴維斯連莊打擊王獎項，並在MVP票選上拿下第八。他在世界大賽繳出4成打擊率，最終道奇橫掃洋基奪冠。其中他在第二場敲出兩支三壘安打，打回全場唯一一分。
1964年，戴維斯的打擊率為2成75。1965年5月1日，戴維斯在一次滑壘中腳踝受傷。球隊也讓Lou Johnson接替戴維斯的位置，最終道奇再度奪冠，不過戴維斯沒有上場。1966年世界大賽，戴維斯的打擊率只有2成50，最後道奇四連敗被金鶯淘汰。

### 十年換十隊

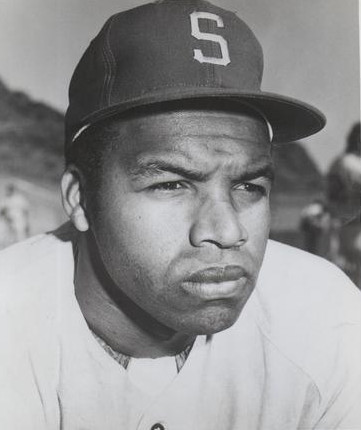
1969年的戴維斯

1966年11月29日，道奇將戴維斯和Derrell Griffith交易到大都會，換來Ron Hunt和Jim Hickman。1967年，戴維斯的打擊率為3成02，並敲出16轟與73分打點。球季結束後，他交易到白襪，大都會獲得Tommie Agee和Al Weis—這兩位球員日後也成為大都會在1969年奇蹟奪冠的重要功臣。
1968年，戴維斯在投手大年繳出2成68的高打擊率。該年10月，戴維斯在擴編選秀被飛行員選走。隔年他繳出2成71的打擊率，並敲出6轟與80分打點。之後飛行員將他交易到太空人，戴維斯則繳出2成41的打擊率，並敲出1轟與9分打點，另外20次盜壘成功也寫下生涯新高。
前洋基投手Jim Bouton在飛行員和太空人兩隊都和戴維斯當過隊友，他也提到戴維斯對他相當友善。因此在Bouton去世之前，兩人一直維持很要好的友誼。
1970年，戴維斯繳出2成82的打擊率，並敲出3轟與30分打點。後來他在6月被交易到運動家，並繳出2成90的打擊率。球季倒數兩週，他又被交易到小熊，並在球季結束後被釋出。隔年他重返運動家，繳出3成24的打擊率，並敲出3轟與42分打點。1972年春訓，運動家將戴維斯釋出。他二度重返小熊，結果只打了一個月就被交易到金鶯。
在金鶯的三年期間，戴維斯多以指定打擊身分上場。1973年，他以3成06的打擊率，在MVP票選上拿下第十。隔年他敲出聯盟次高的181支安打。他在金鶯期間兩度打進美聯冠軍賽，但最後都輸給運動家。1976年，他短暫和洋基簽約，但很快便加盟天使。該年他的打擊率為2成65，並敲出3轟與26分打點。球季末他加盟皇家，並在1977年初被釋出，他的大聯盟生涯也就此結束。

### 退休之後
退休之後，戴維斯在道奇隊小聯盟工作。1981年，他在水手隊擔任打擊教練。

## 生涯打擊成績
| 出賽次數 | 打席 | 打數 | 得分 | 安打 | 二安 | 三安 | 全壘打 | 打點 | 盜壘 | 保送 | 三振 | 打擊率 | 上壘率 | 長打率 | OPS  |
| -------- | ---- | ---- | ---- | ---- | ---- | ---- | ------ | ---- | ---- | ---- | ---- | ------ | ------ | ------ | ---- |
| 1999     | 7739 | 7223 | 811  | 2121 | 272  | 35   | 153    | 1052 | 136  | 381  | 754  | .294   | .329   | .405   | .733 |

## 個人生活
戴維斯一生共有兩段婚姻，共育有5女1子。
2022年4月3日，戴維斯因病去世，享年83歲。

## 外部連結
- 球員資訊和成績在MLB ，ESPN，Retrosheet ，Baseball Reference ，Baseball Reference (Minors) ，Fangraphs ，The Baseball Cube （英文）
- 湯米·戴維斯在台灣棒球維基館上的頁面（繁體中文）